# Marc van Warmerdam
Marc van Warmerdam (Haarlem, 13 april 1954) is een Nederlandse film- en theaterproducent, voormalig directeur van muziektheatergezelschap Orkater en mededirecteur van filmproductiemaatschappij Graniet Film. 

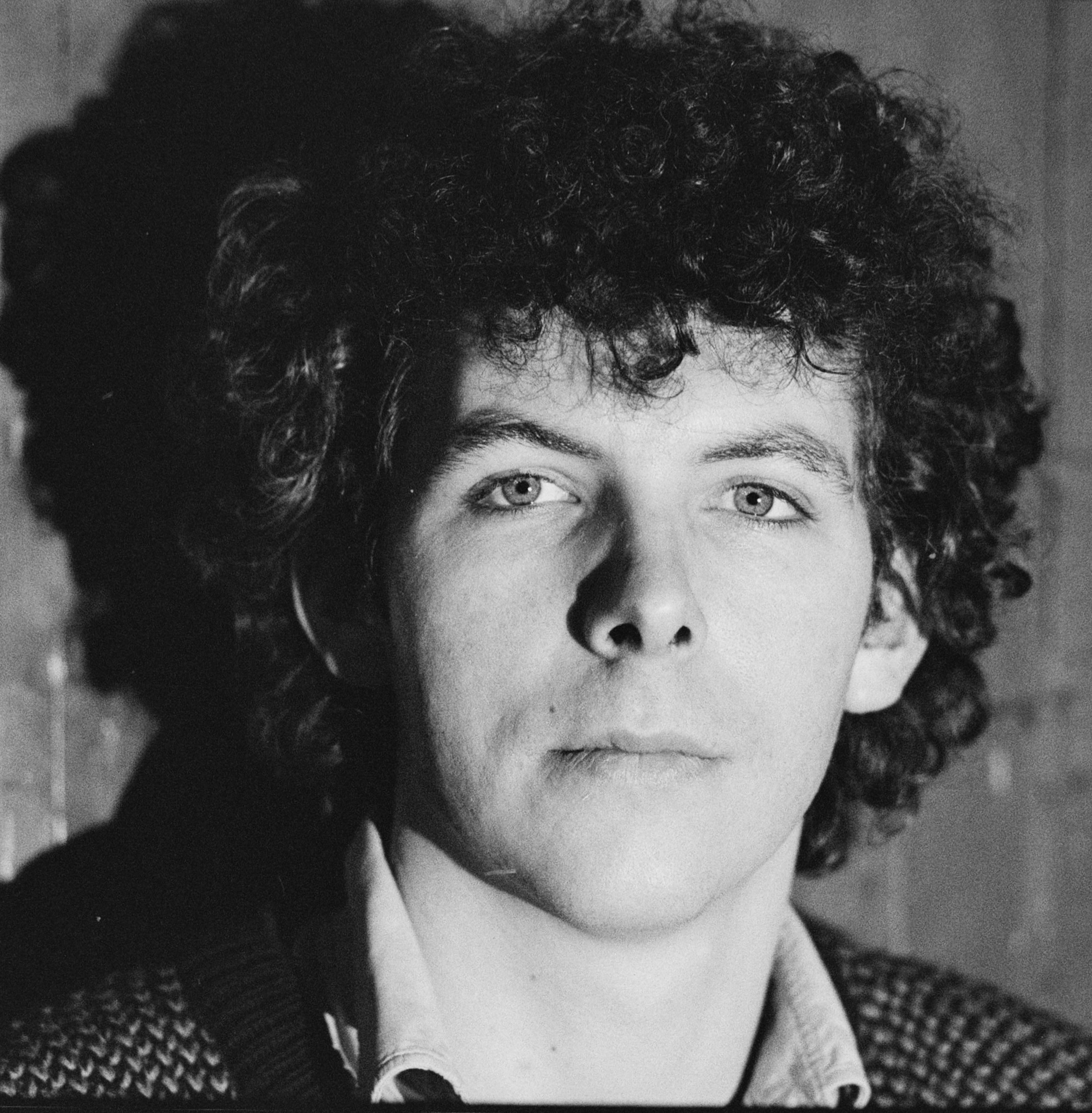
Marc van Warmerdam, film- en theaterproducent, in 1979

## Orkater
Van Warmerdam maakte deel uit van het in 1972 opgerichte Hauser Orkater, waartoe ook behoorden Rob Hauser, Dick Hauser, Eddie B. Wahr, Gerard Atema, Thijs van der Poll, Chris Bolczek, Jim van der Woude, zijn broers Alex en Vincent en Josée van Iersel. Deze groep die een mengeling van absurd theater, bijzondere beelden en eigenzinnige popmuziek maakte, boekte binnen en buiten Nederland grote successen. De naam was een samentrekking van ORKest, theATER en de namen van twee van de oprichters. Na het uiteenvallen van Hauser Orkater bleef hij als directeur aan de Stichting Orkater verbonden.

## Film
Met Graniet Film produceerde hij de films van zijn broer Alex van Warmerdam: De Jurk, Kleine Teun, Grimm, Ober, De laatste dagen van Emma Blank, Borgman en Schneider vs. Bax. In 1999 was hij initiator van Het Ketelhuis, bioscoop voor de Nederlandse film in Amsterdam. Als producent in 2013 was Van Warmerdam met Borgman winnaar van een Gouden Kalf voor de Beste Nederlandse Film. Deze film werd ook geselecteerd voor de Competitie van het Filmfestival van Cannes. Alex van Warmerdam won een Gouden Kalf voor Beste Scenario en Hadewych Minis voor Beste Actrice. 
Eind 2012 nam hij het initiatief de Voedselbank Cultuur op te richten (niet-verkochte theater- en bioscoopstoelen worden gratis ter beschikking gesteld aan cliënten van de Voedselbank). Van 2011 tot 2016 was hij voorzitter van Filmproducenten Nederland. 

## Prijzen
Op het Nederlands Filmfestival 2016 ontving hij, net als zijn broer Alex van Warmerdam, een Gouden Kalf voor zijn bijdrage aan de Nederlandse Film. In september 2021 werd de Frans Banninck Cocqpenning aan hem toegekend.

## Carrière
- 1972 - 1980 acteur/uitvoerend producent Hauser Orkater
- 1980 - 1991 acteur/uitvoerend producent De Mexicaanse Hond en Orkater
- 1999 - 2009 initiator/voorzitter Stichting Het Ketelhuis, bioscoop voor de Nederlandse Film
- 2007 - 2010 adviseur Lange Speelfilm Nederlands Fonds voor de Film
- 2011 - 2016 voorzitter Filmproducenten Nederland (FPN)
- 2006 - 2017 lid van de Raad van Toezicht van het Theaterfestival
- 2013 - 2021 lid van de Raad van Toezicht van Schouwburg Kunstmin, Dordrecht
- 2013 - cameo in Borgman: "man met de hond"
- 1987 - 2021 directeur/grafisch ontwerper Stichting Orkater (Orkater/De Mexicaanse Hond)
- 1994 - heden producent Graniet Film
- 2004 - heden bestuurslid Stichting Louis Hartlooper Complex
- 2019 - heden lid van de Raad van Toezicht EYE Filmmuseum

## Familie
Van Warmerdam komt uit een creatieve familie; naast zijn broers, de componist/gitarist Vincent van Warmerdam en Alex van Warmerdam, schrijver, regisseur, acteur en beeldend kunstenaar, waren zijn zussen Anne Marie van Warmerdam en Liesbeth van Warmerdam beiden grafisch ontwerper.